# لو کلیتون
لو کلیتون (انگلیسی: Lew Clayton; ۷ ژوئن ۱۹۲۴ – ۱۹ ژانویهٔ ۲۰۱۰) بازیکن فوتبال بود.
از باشگاه‌هایی که در آن بازی کرده‌است می‌توان به باشگاه فوتبال کارلایل یونایتد اشاره کرد.